# Draga pri Sinjem Vrhu
Draga pri Sinjem Vrhu je naselje u slovenskoj Općini Črnomelju. Draga pri Sinjem Vrhu se nalazi u pokrajini Dolenjskoj i statističkoj regiji Jugoistočnoj Sloveniji.

## Stanovništvo
Prema popisu stanovništva iz 2002. godine naselje je imalo 12 stanovnika.